# H.T. Sangliana
H.T. Sangliana, född 1 juni 1942, är en indisk politiker och ledamot i Lok Sabha för valkretsen Bangalore North sedan valet 2004.
Sangliana, som är pensionerad polisman (centrala polisen), kommer ursprungligen från Mizoram, men var som polis placerad i Karnataka.
.